# Fort Wool
Fort Wool (oprindeligt navngivet Fort Calhoun) samarbejdede med Fort Monroe i at beskytte Hampton Roads mod trusler fra havet. Stedet blev oprindelig anvendt som et sted, hvor sejlskibe blev tømt for ballast.

## Etablering af fortet
Oprindelig udtænkt i 1817 blev Fort Calhoun bygget på en 6 ha stor kunstig ø sydøst for Old Point Comfort i Hampton, Virginia. Bygning og reparationer fortsatte i årtier, fordi fundamentet var ustabilt. Det nederste niveau af kasematter blev færdige i 1830. Byggeriet fortsatte op igennem 1830-erne, hvor præsident Andrew Jackson kom for at undslippe fra varmen i Washington D.C.. Som ung sekondløjtnant og ingeniør i hæren var Robert E. Lee stationeret dér fra 1831 til 1834. Lee var assistent for kaptajn Andrew Talcott og spillede en stor rolle i den endelige udformning af begge forter i 1834.
Det første fort blev oprindelig kaldt Rip Raps (et navn som stadig ofte anvendes) og senere Fort Calhoun.

## Amerikanske borgerkrig
Fortet spillede en vigtig rolle for Unionen i den amerikanske borgerkrig. Udover at hjælpe med til at kontrollere adgangen til havnen i Hampton Roads, blev der holdt fanger i fortet. Efter borgerkrigen blev det omdømt til Fort Wool efter generalmajor i unionshæren John Ellis Wool, som erobrede Norfolk i begyndelsen af krigen.

## 20. århundrede
Fortet blev moderniseret i begyndelsen af det 20. århundrede og gjorde tjeneste som en del af havneforsvaret under 1. og 2. verdenskrig. Under 1. verdenskrig var der spændt ubådsnet over havneindløbet på dette sted. I 1950-erne blev der bygget en kunstig ø til Hampton Roads Bridge-Tunnel ved siden af Fort Wool. Den blev det sydlige ankerpunkt for tunnelen. En lille jordvej forbandt den kunstige ø med Fort Wool. Broen og tunnelen blev åbnet for trafik i 1957.
Det forældede fort blev opgivet af militæret efter 2. verdenskrig og givet tilbage til staten Virginia i 1967. I 1970 lavede byen Hampton det til en park. Færgen til Fort Wool hedder Miss Hampton II og giver det meste af året turister fra Hampton mulighed for at besøge øen.
Øen Rip Raps er fortsat med at sætte sig, og fra tid til anden må kasematterne i det gamle fort lukkes af sikkerhedsgrunde. Den er fortsat en magnet for turister, som i reglen også tager en tur til Fort Monroe. I sommermånederne betjenes det af forskellige havneturbåde.